# Siahkal

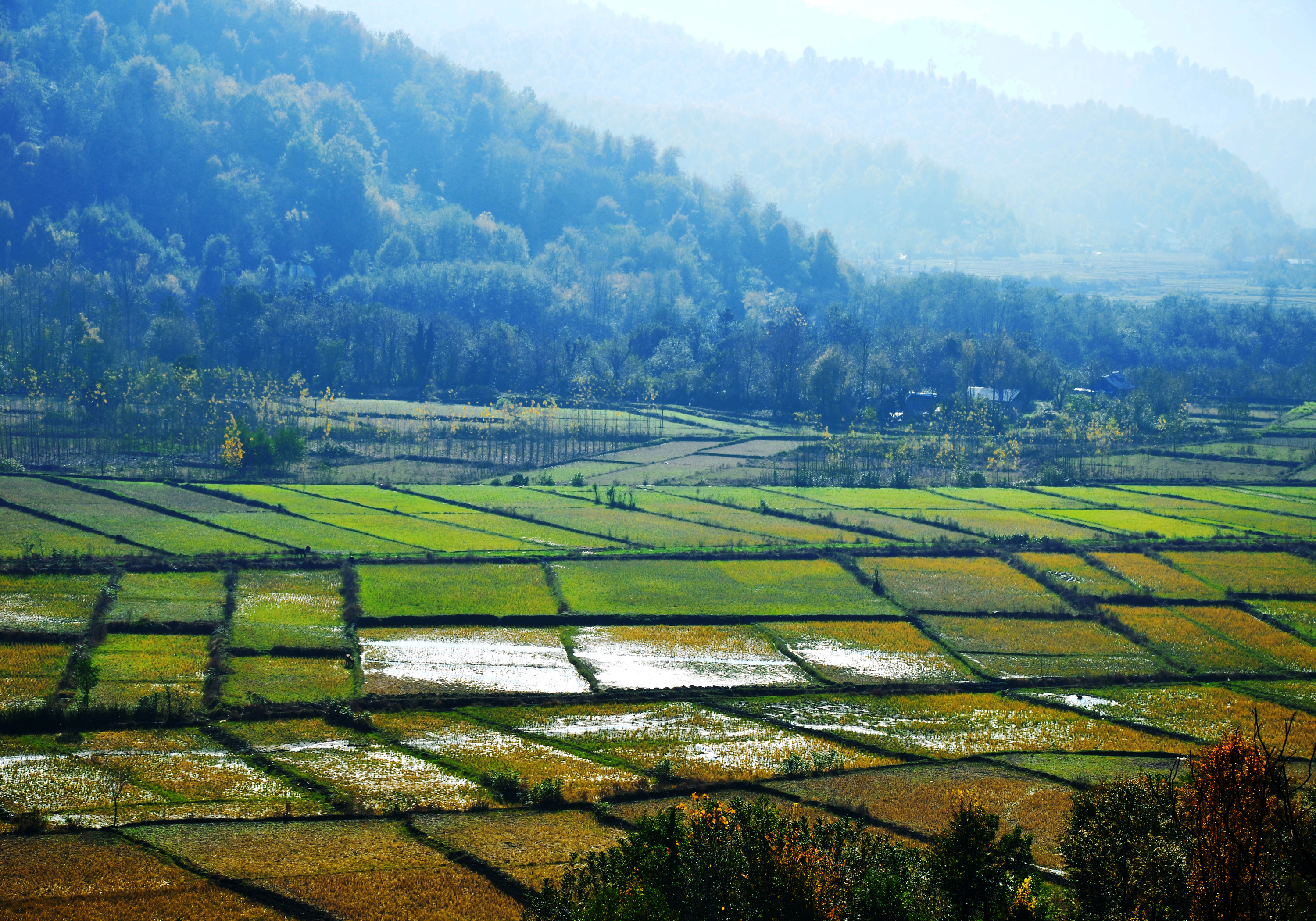

Siahkal (en persan : سياهكل) est une ville située dans la province de Guilan, en Iran, devenu en 2006 le centre d'une sous-province qui comprend deux districts, Markazi (chef-lieu) et Deylaman.  
Deylaman est parfois considéré comme le centre historique de l'ancien royaume de Deylam, bien que plusieurs localités revendiquent ce titre. La population de Siahkal est d'origine variée : elle descend en partie de 4 clans déportés par Mohammad Reza Khan au début du XIXe siècle. Les montagnes sont habitées par des Kurdes Rishvand (en). Sous la dynastie des Séfévides, une route traversait les montagnes en direction de Qazvin, comme l'attestent les ruines des deux caravansérails de Tutaki et Sardap. 
Les montagnards de Deylaman sont surtout éleveurs et pratiquent une transhumance saisonnière vers les plaines du Gilan. Ils conservent des croyances traditionnelles comme celle d'un génie protecteur, le « siāh gāleš » (le « vacher noir »), qui punit les animaux indociles et récompense les chefs de famille méritants. Le district de Siahkal, plus bas en altitude, pratique la riziculture ; les activités de sériculture et culture du thé sont en déclin. 
Siahkal est connu pour avoir été le lieu, le 8 février 1971, du combat de Siahkal ou incident de Siahkal, attaque menée par les guérilleros des fedayin du Peuple (Organisation des guérillas des fedayins du peuple iranien) contre un poste de police, pour tenter de libérer un de leurs camarades arrêtés. Cette attaque, au cours de laquelle trois policiers ont trouvé la mort, est considérée comme le début du mouvement de guérilla contre le Chah Mohammad Reza Pahlavi.
La ville comporte une population de 15 274 habitants, selon le recensement de 2006. Deylaman, avec 1 237 habitants en 2006, est un centre secondaire. 

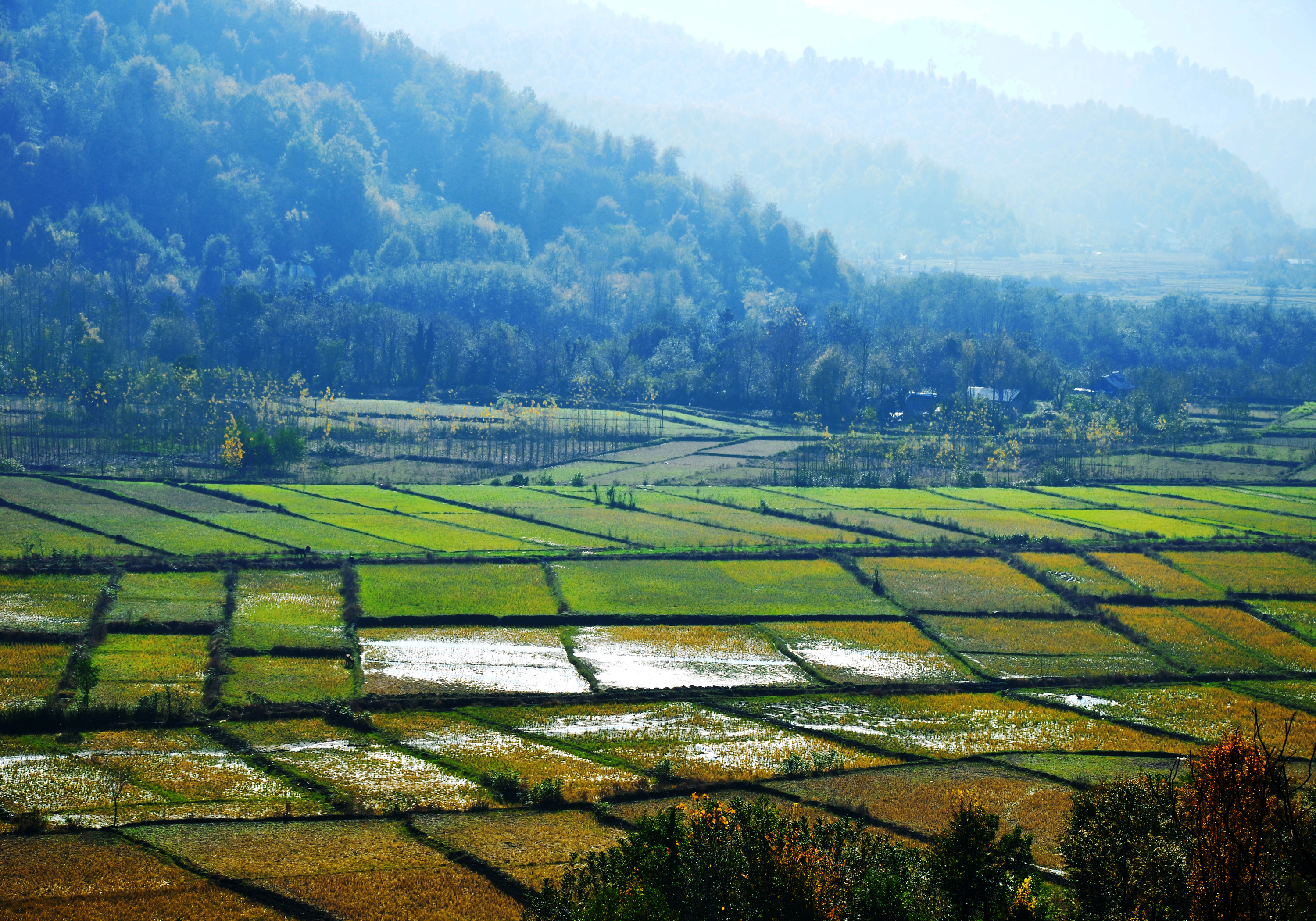
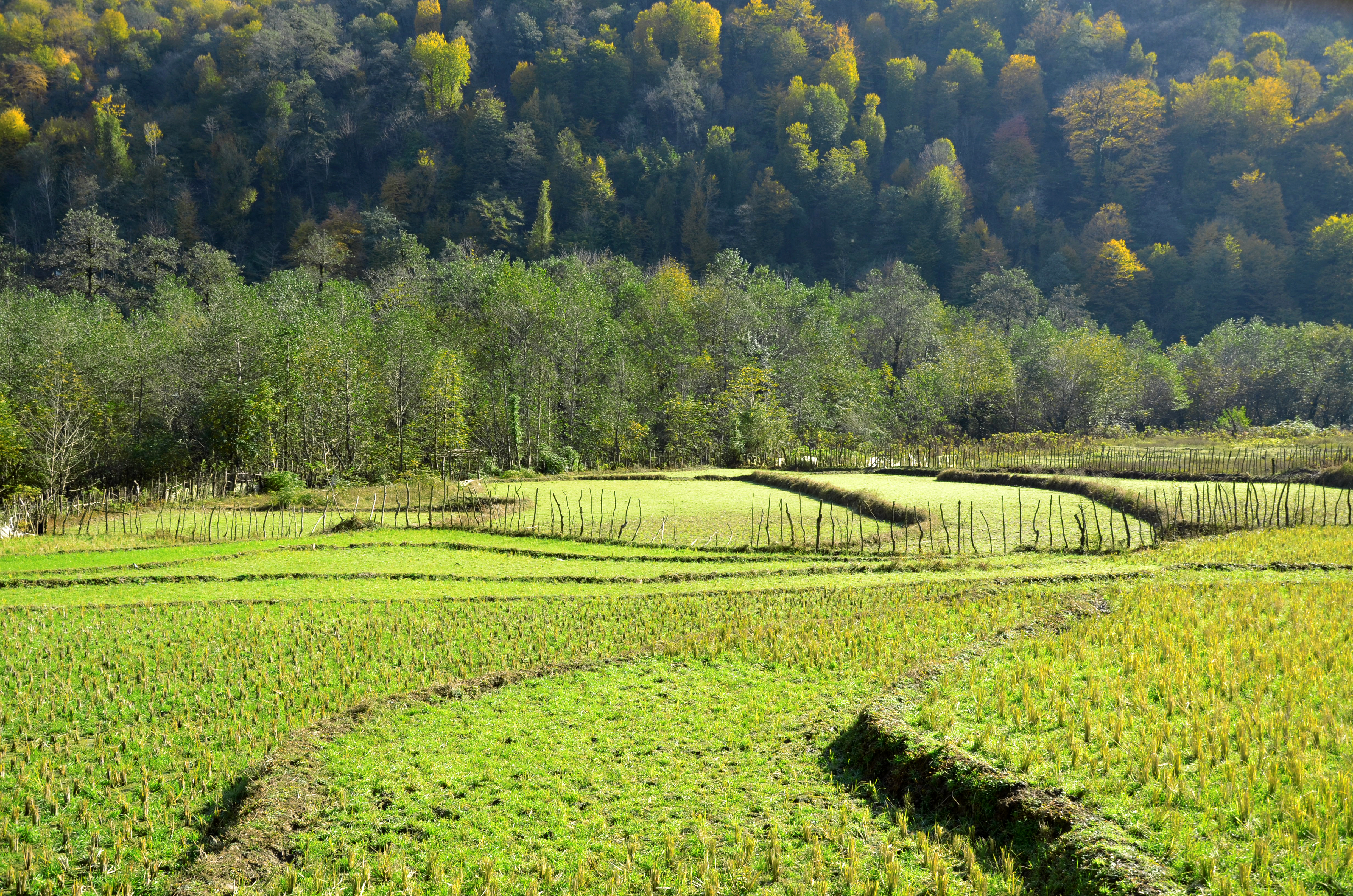
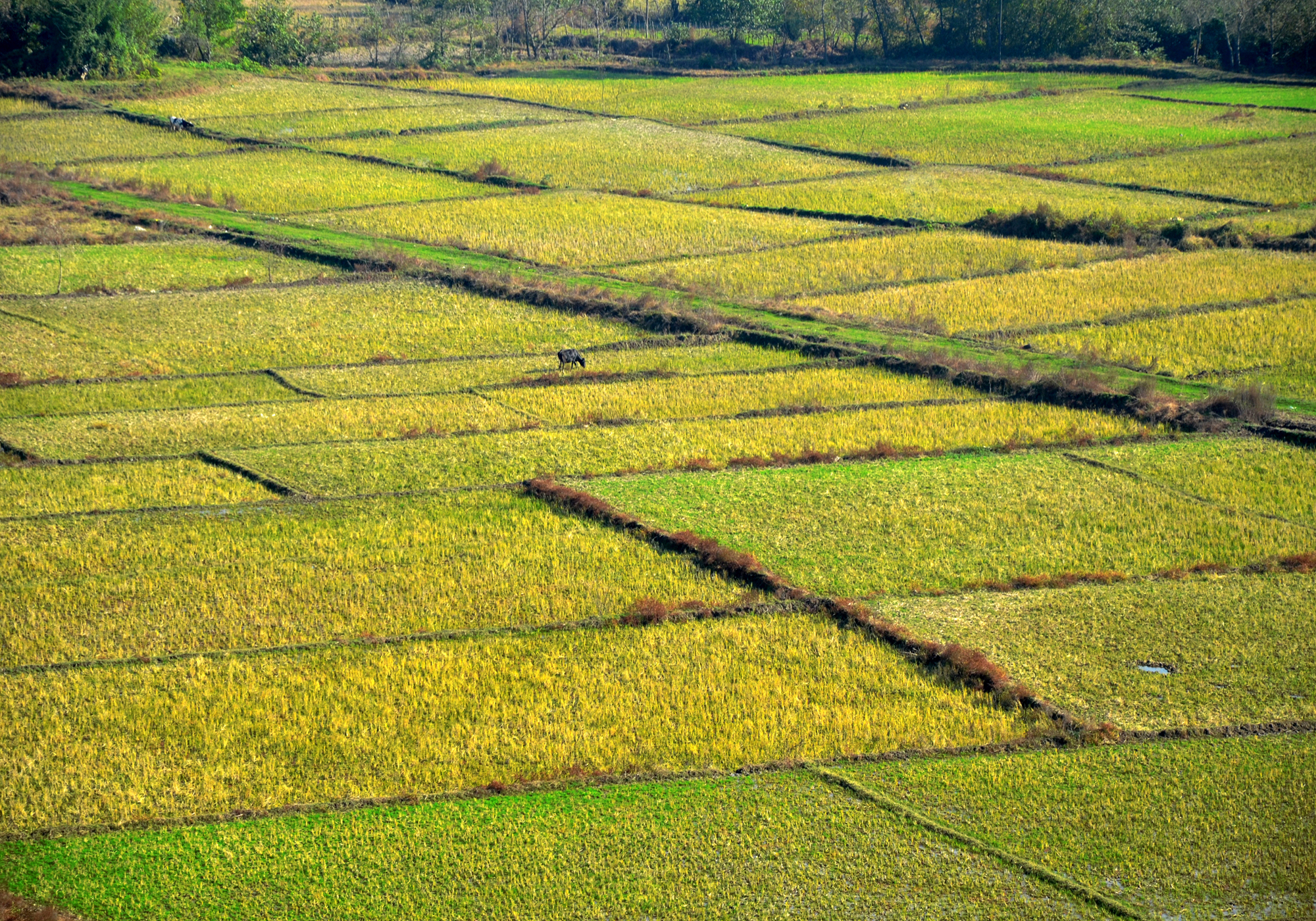
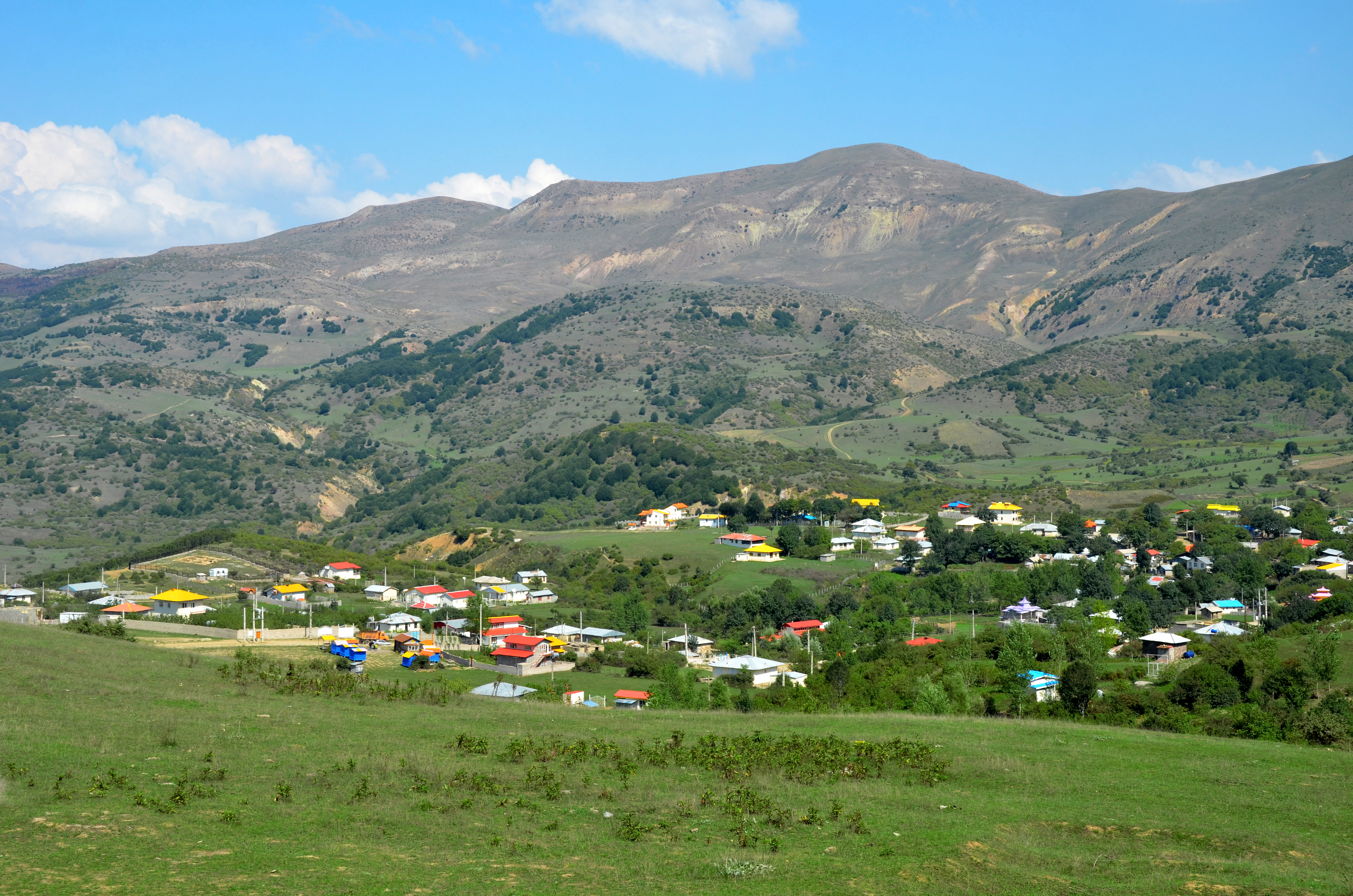
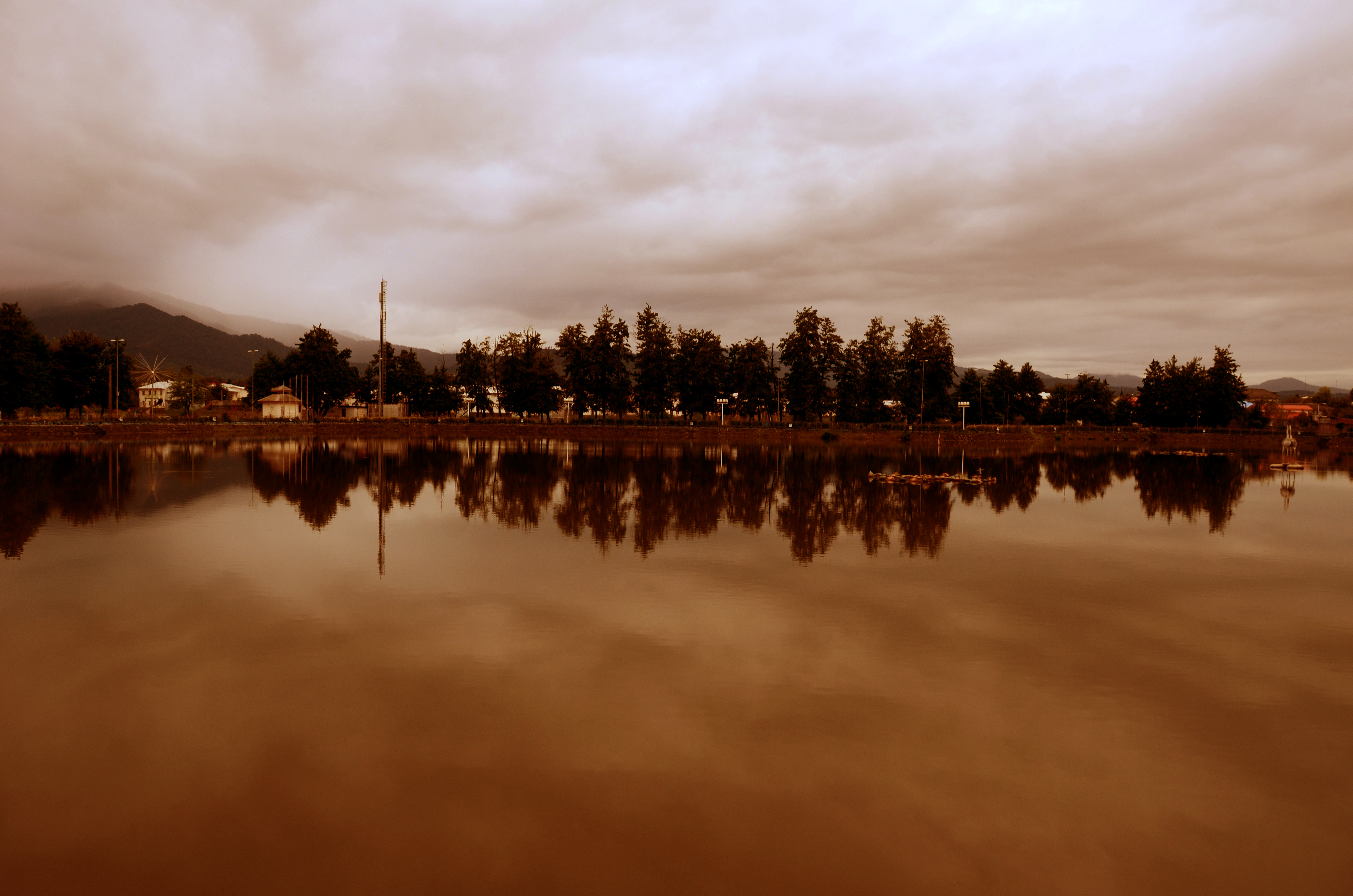
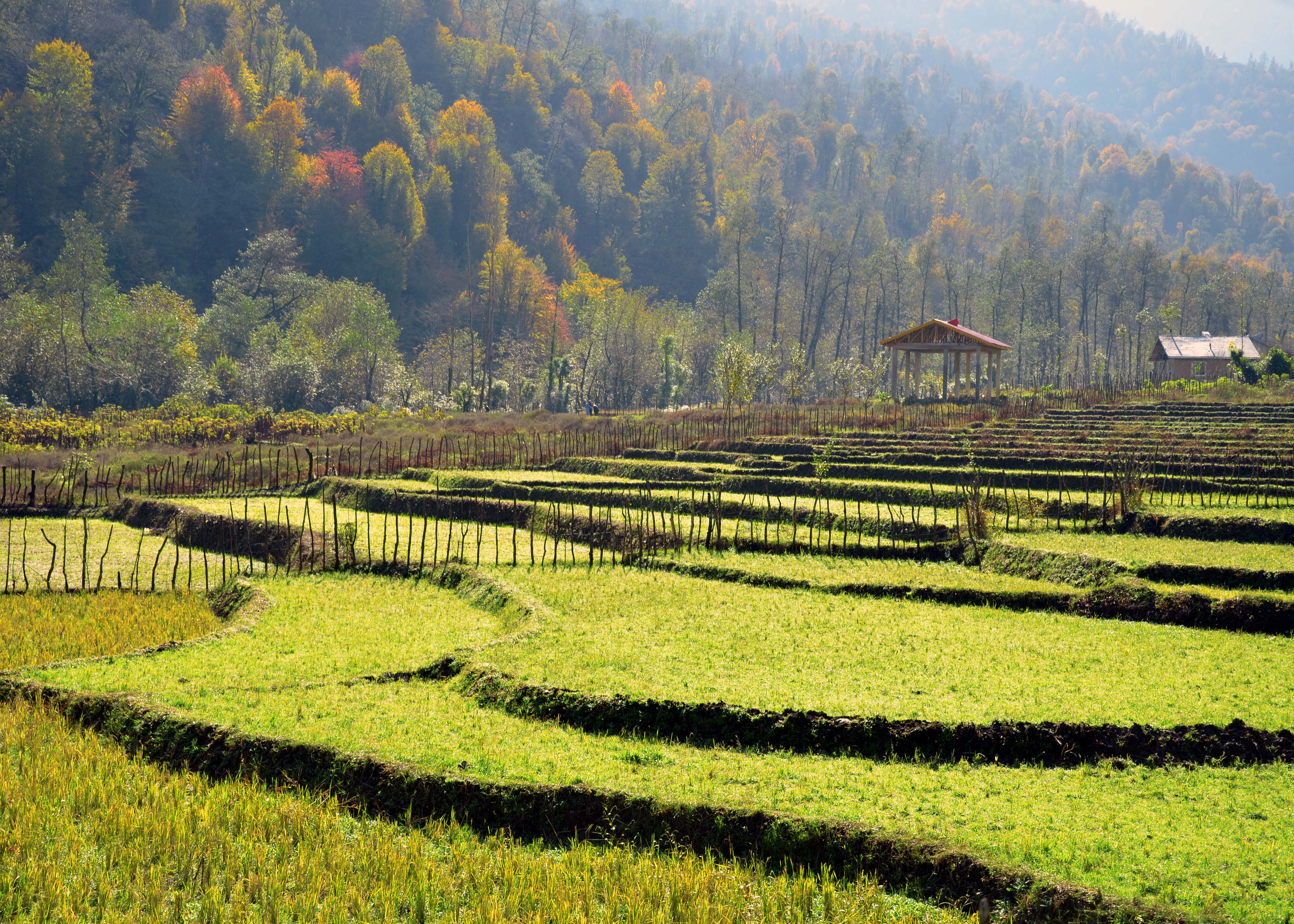
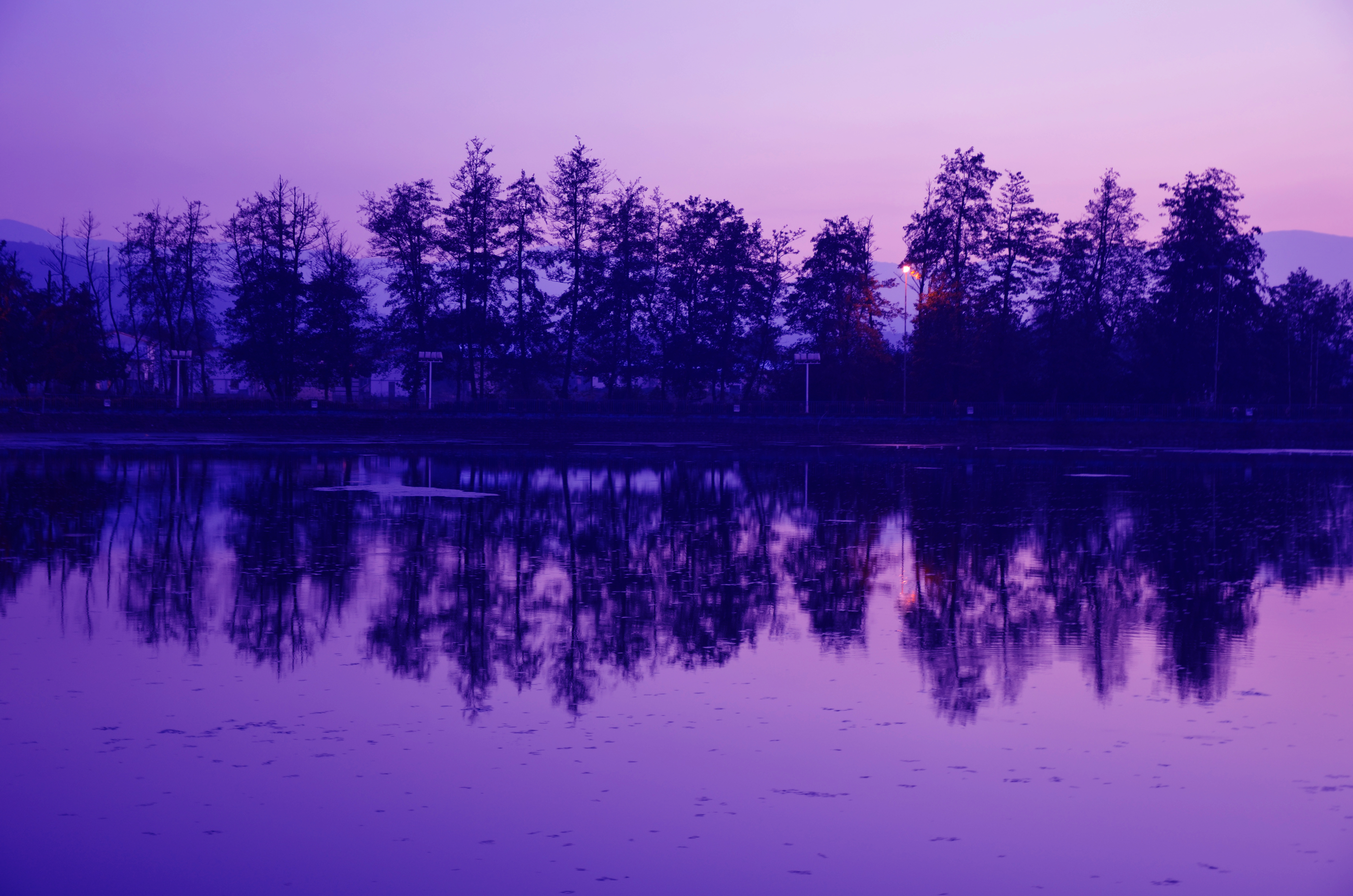
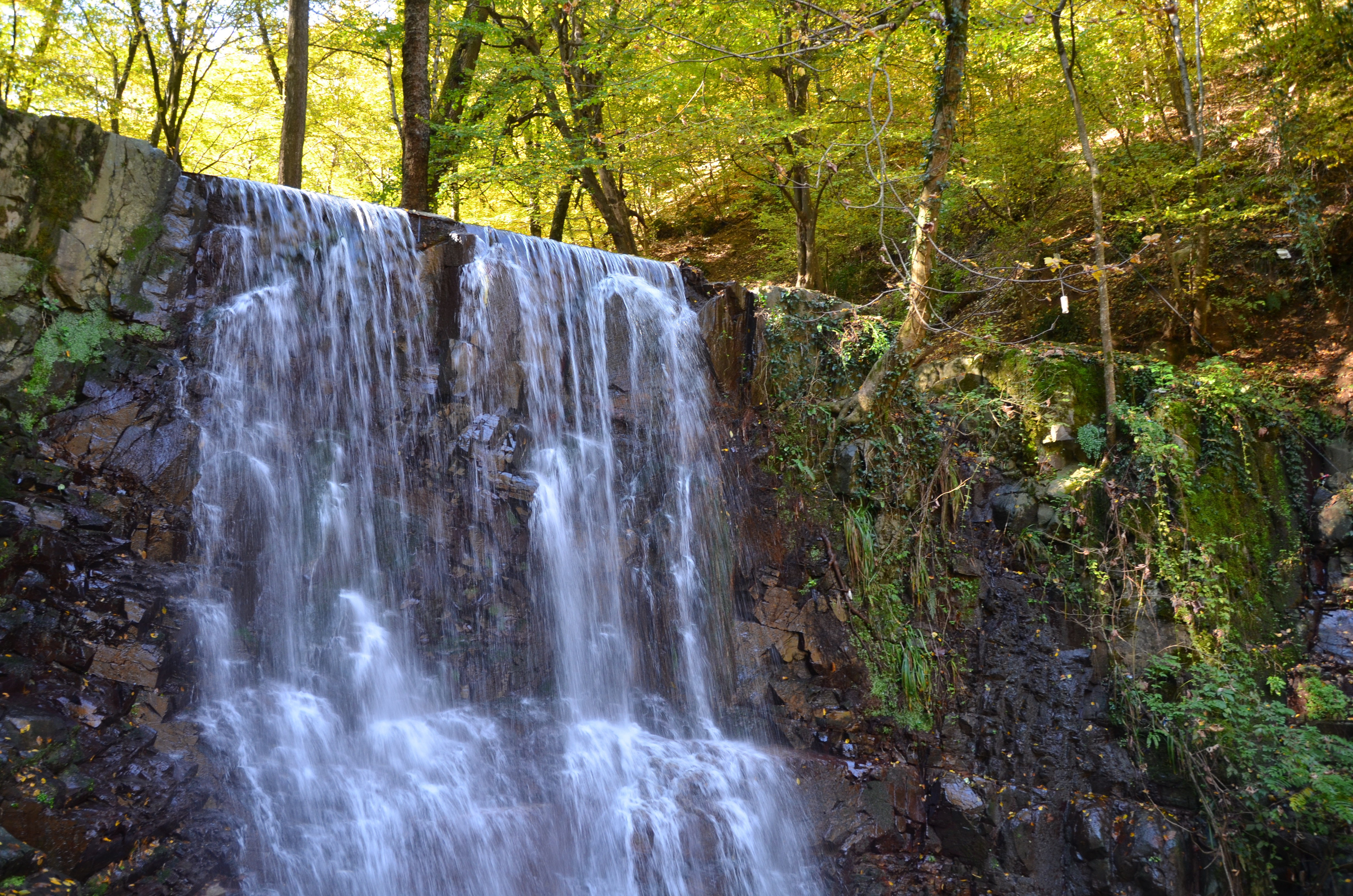
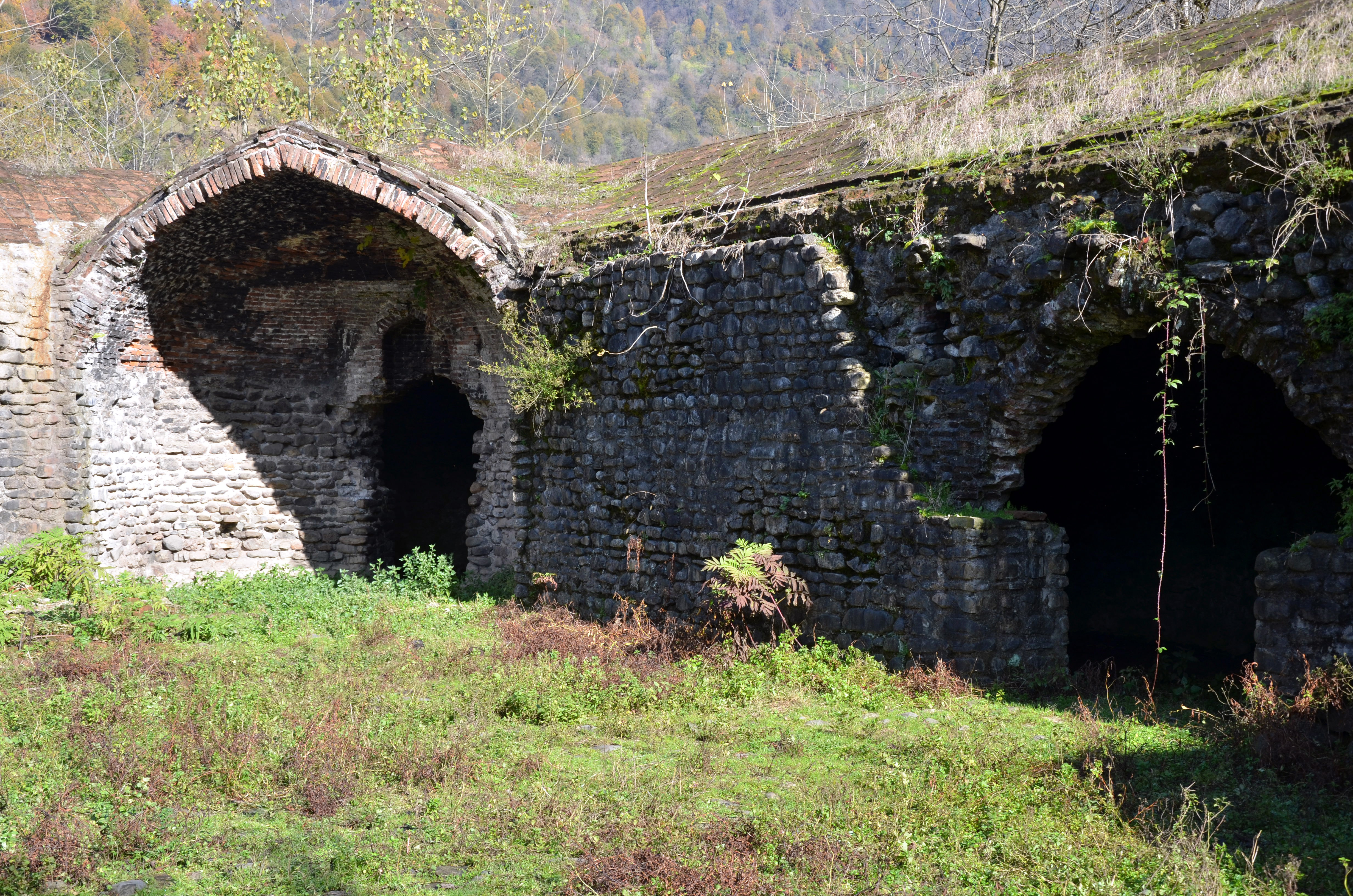
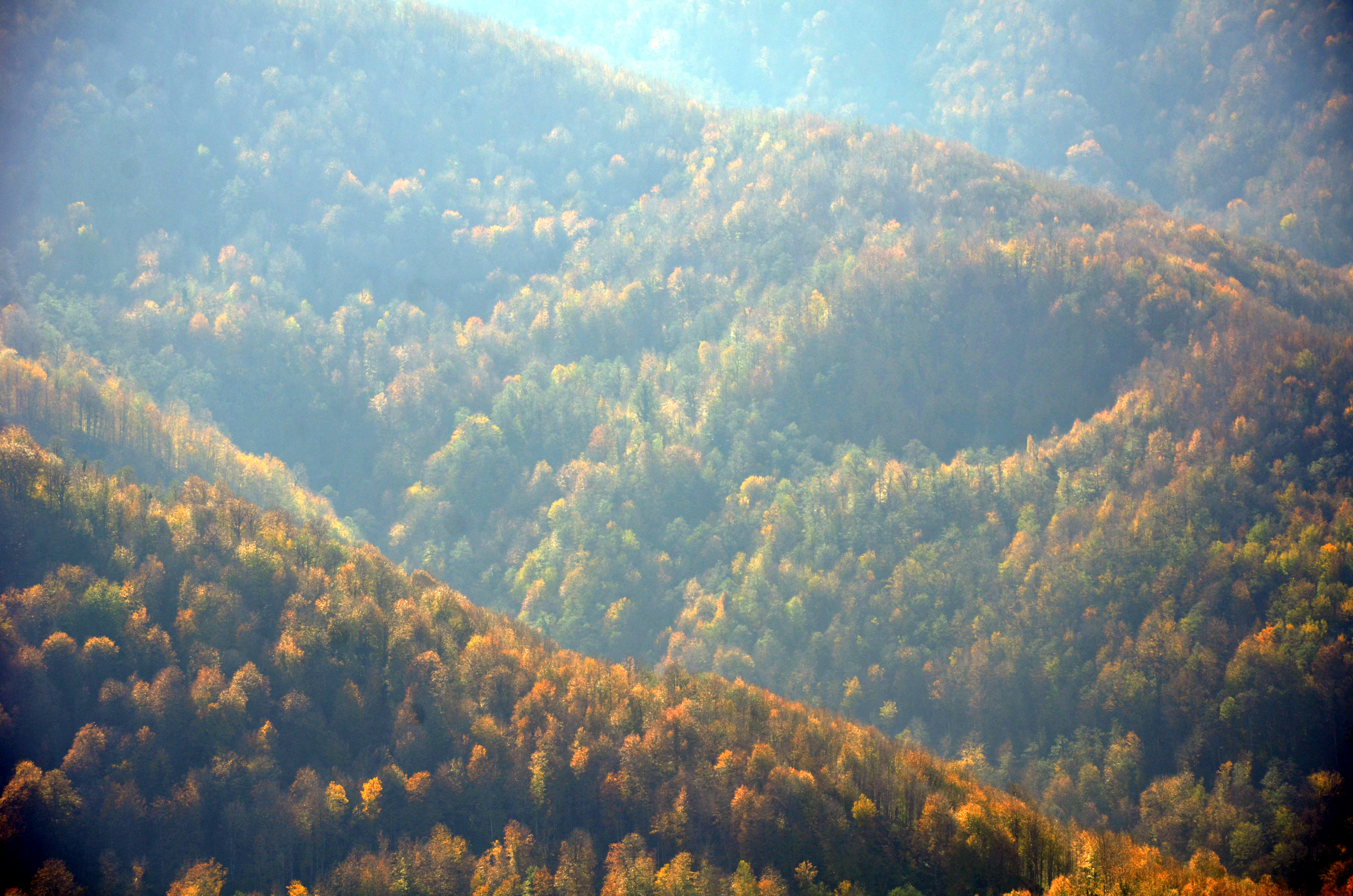
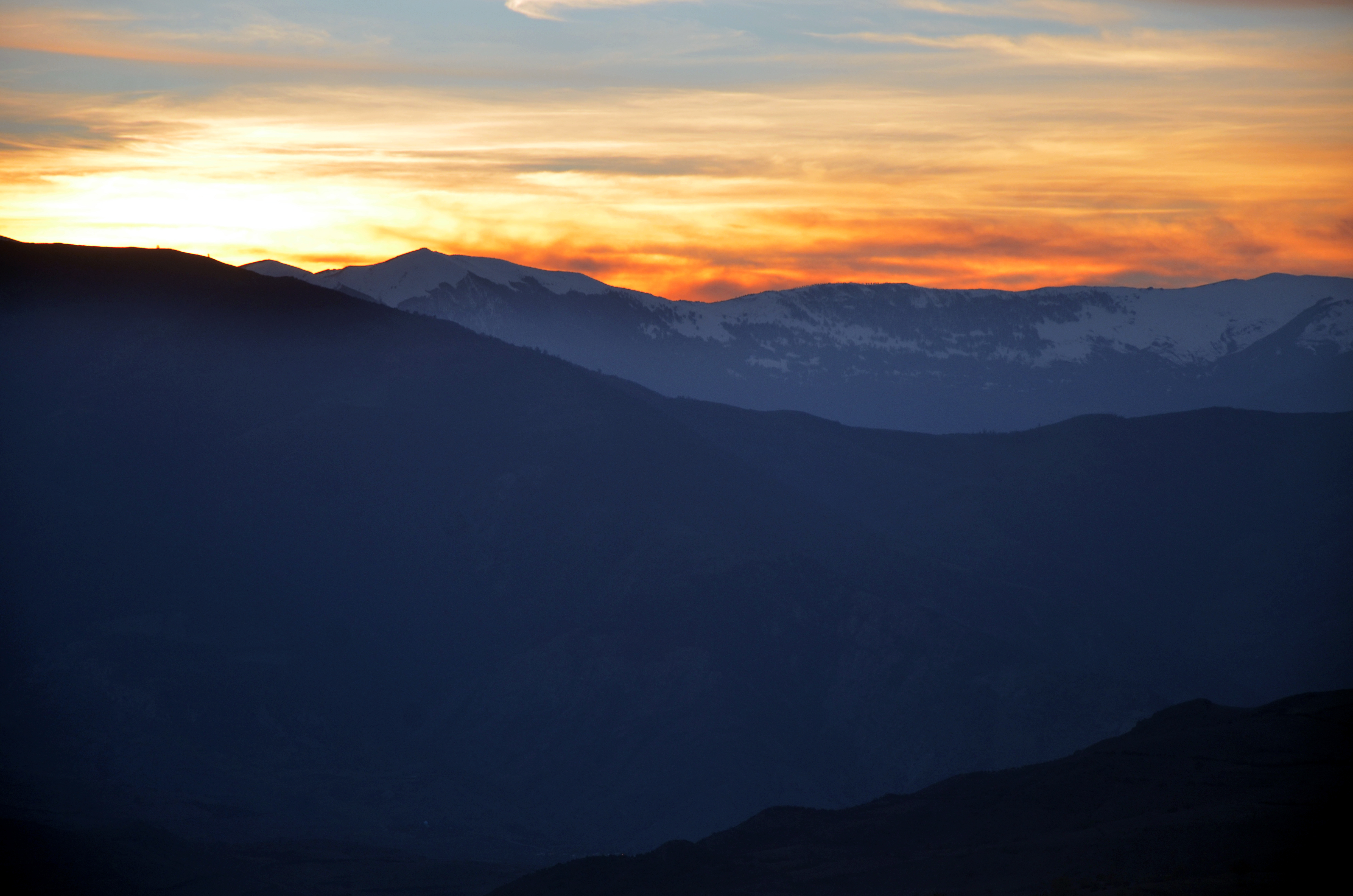
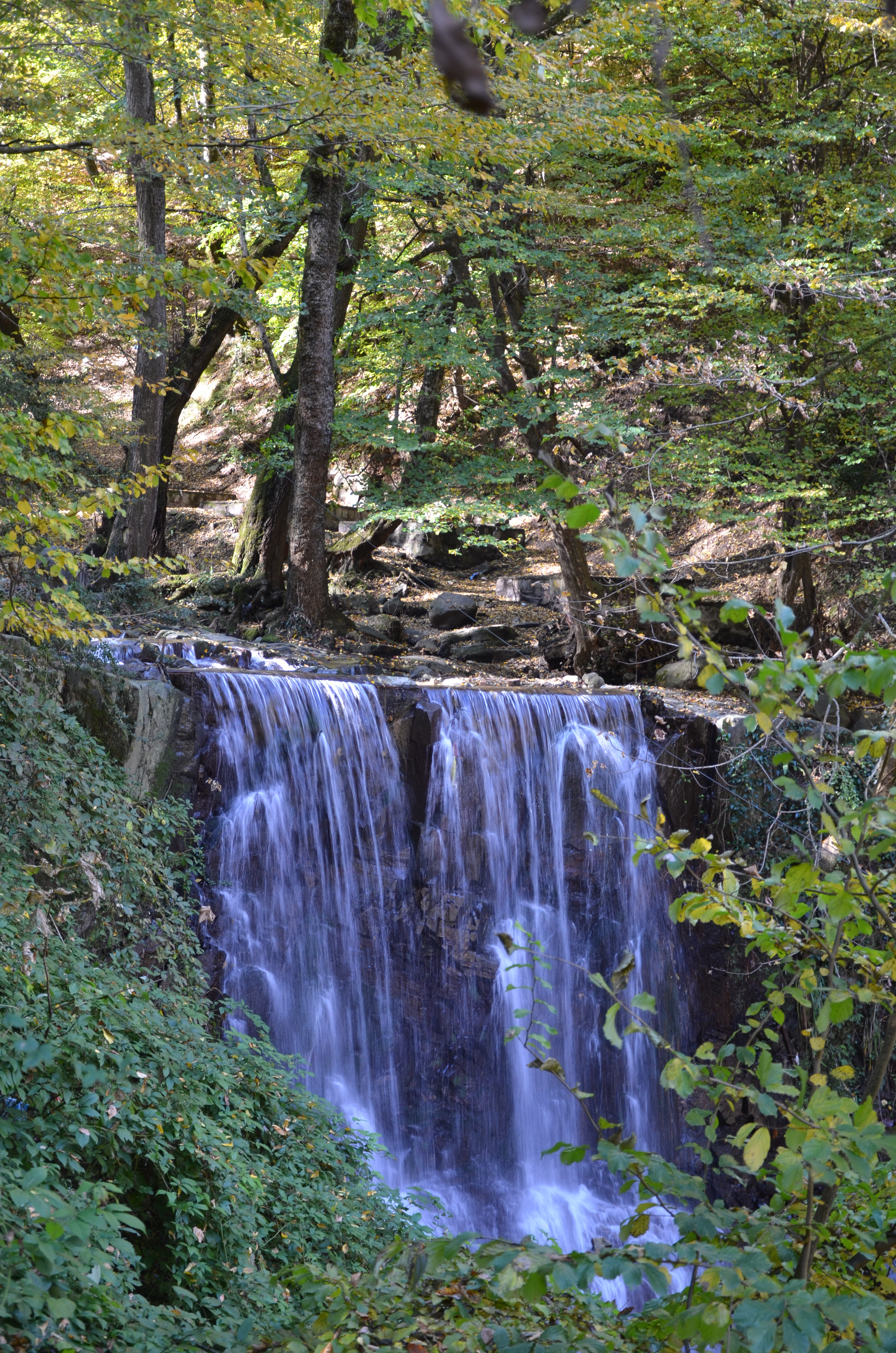
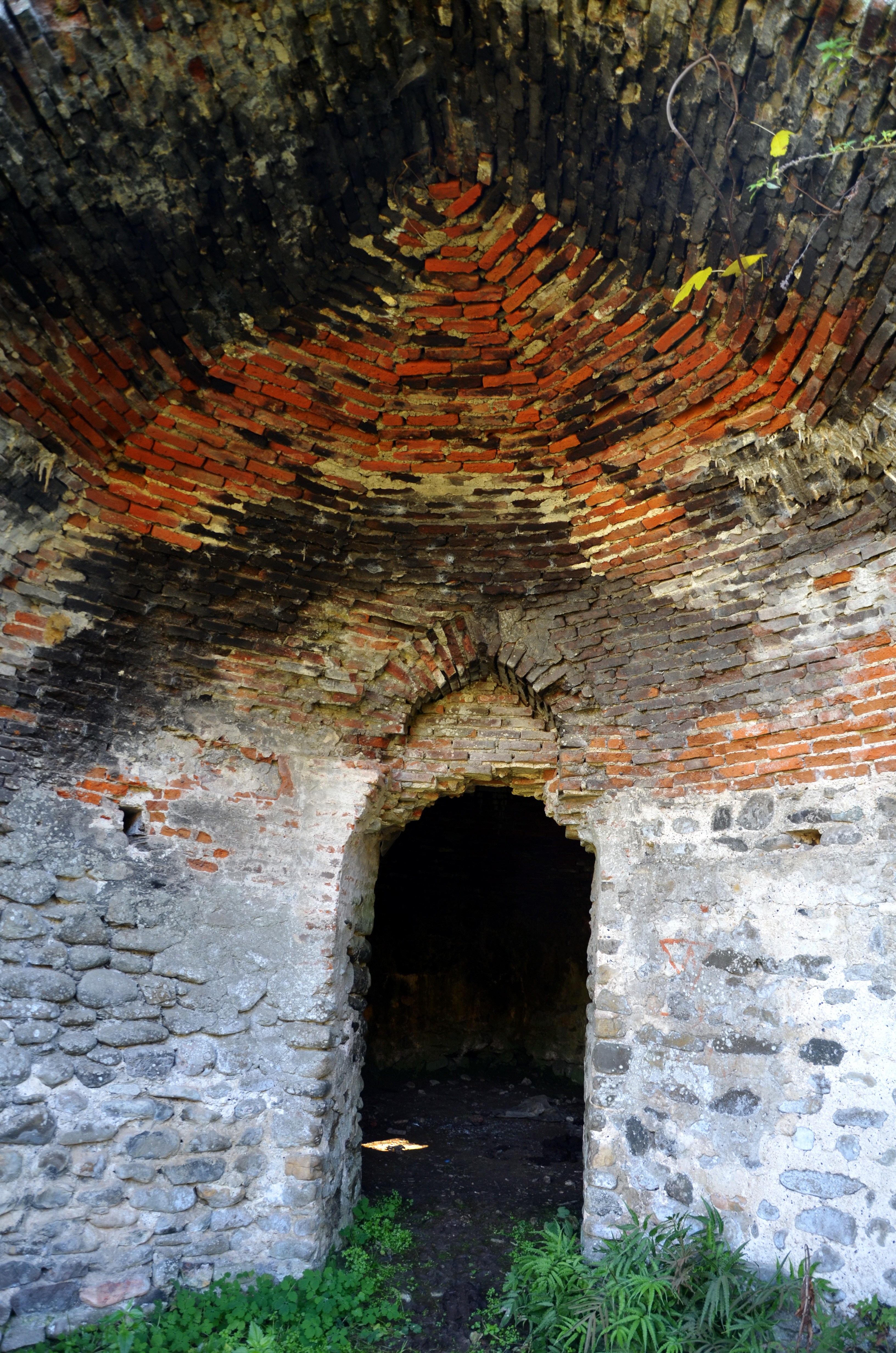
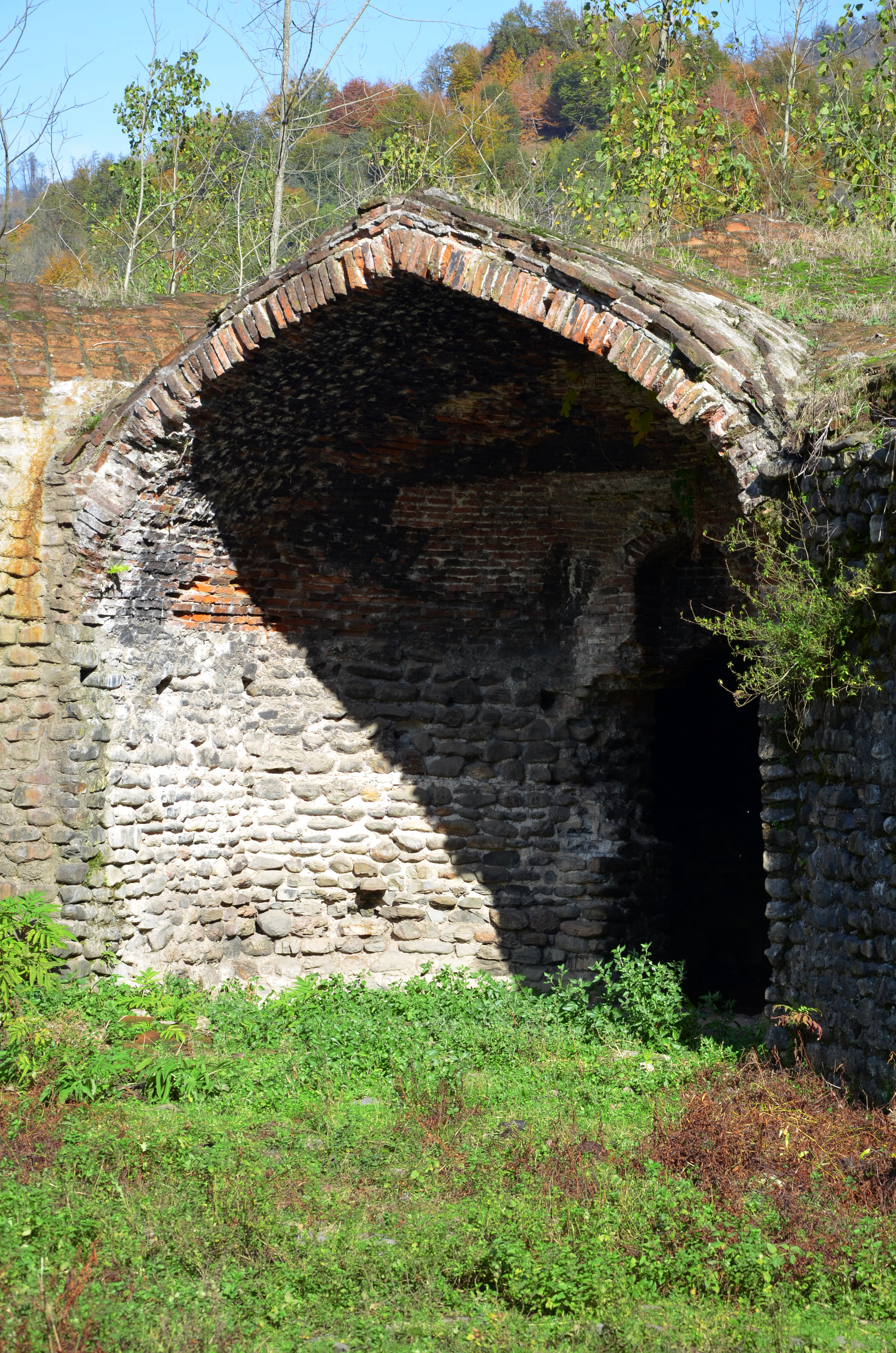
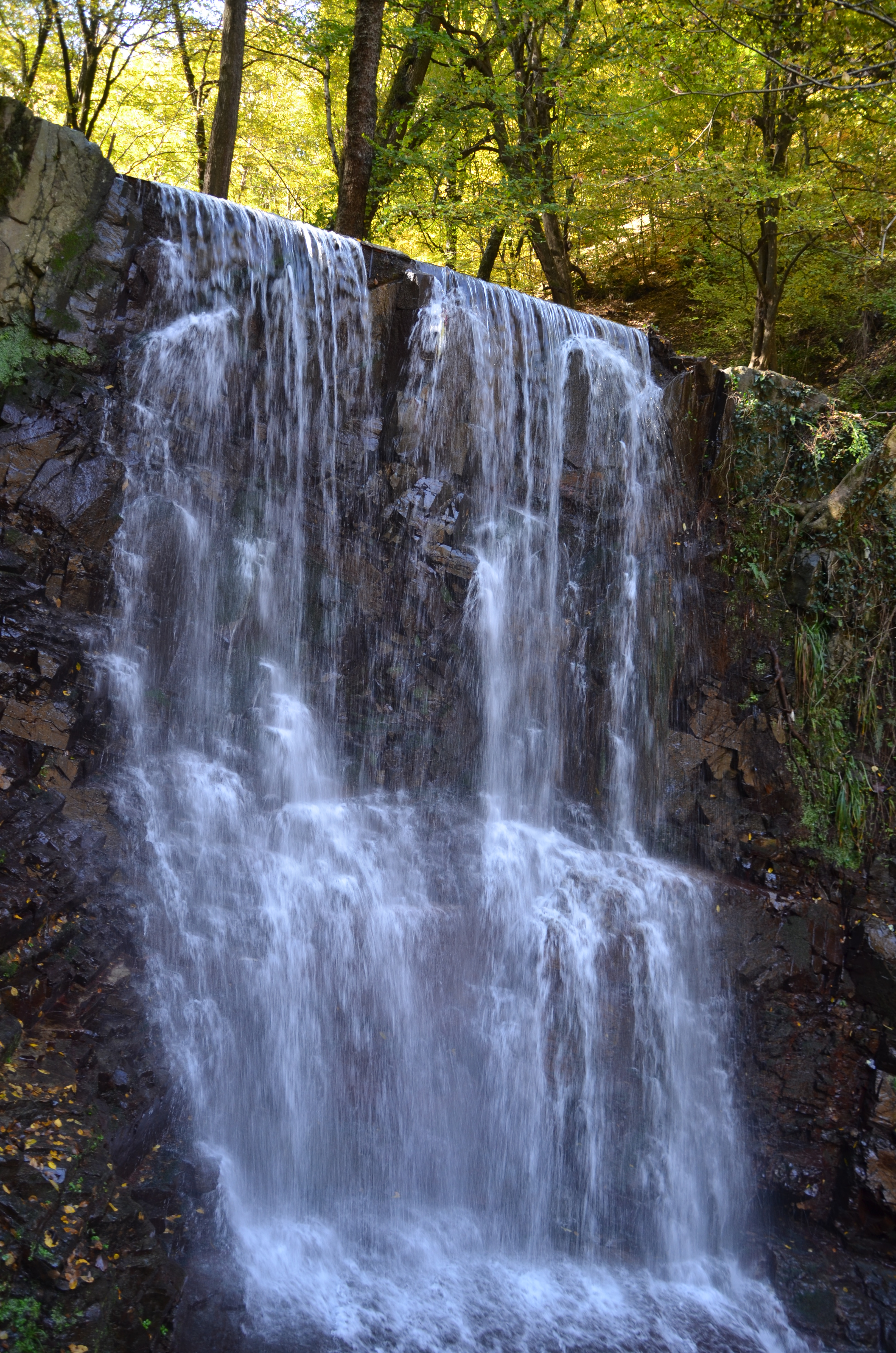
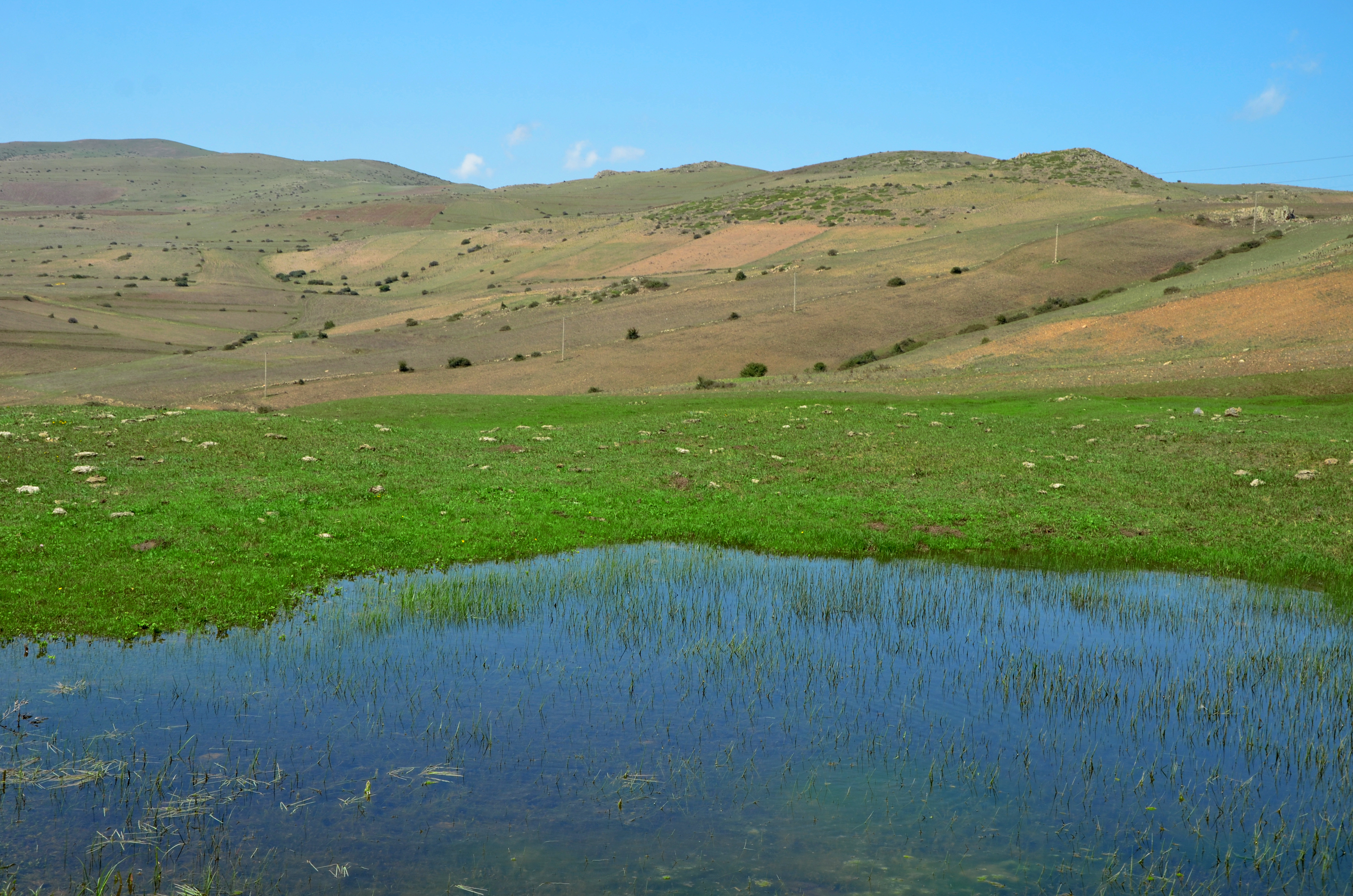
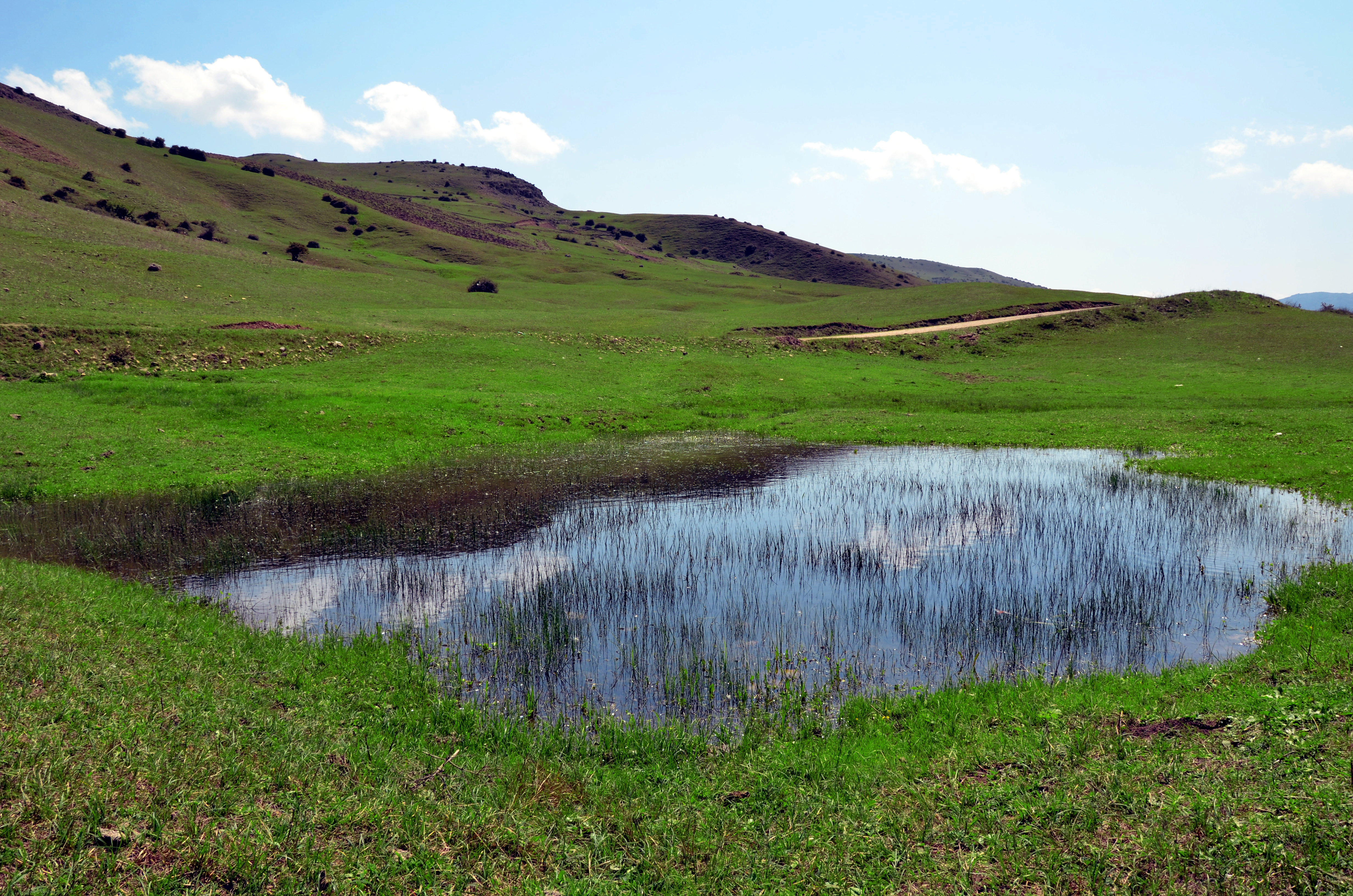